# Chactas hatilloensis
Espèce
Chactas hatilloensis est une espèce de scorpions de la famille des Chactidae.

## Distribution
Cette espèce est endémique de l'État de Miranda au Venezuela. Elle se rencontre vers El Hatillo à 950 m d'altitude.

## Description
Le mâle holotype mesure 58,02 mm et la femelle paratype 47,72 mm.

## Étymologie
Son nom d'espèce, composé de hatillo et du suffixe latin -ensis, « qui vit dans, qui habite », lui a été donné en référence au lieu de sa découverte, El Hatillo.

## Publication originale
- González-Sponga, 2007 : Biodiversidad en Venezuela. Aracnidos. Descripcion de una nueva especie del genero Tityus Koch, 1836 (Buthidae) y tres del genero Chactas Gervais, 1844 (Chactidae). Escorpiones de los alrededores del Distrito Metropolitano, Caracas. Acta Biologica Venezuelica (Caracas), vol. 27, no 1, p. 7-24 (texte intégral).